# Gunārs Bērziņš
Gunārs Bērziņš (* 4. Juli 1927 in Daugavpils; † 30. Juni 1999 Tukums) war ein lettischer Karikaturist.

## Leben
Bērziņš wurde am 4. Juli 1927 in Dünaburg geboren. Sein Vater Edgars Bērziņš war Berufsoffizier in der lettischen Armee. Bei der Besetzung Lettlands durch die Rote Armee 1940 verlor Gunārs Bērziņš sein Elternhaus. 1942 machte er seinen Schulabschluss und studierte 1943 am staatlichen Rigaer Technikum. 1944 meldete er sich 16-jährig freiwillig zur lettischen Legion. Sein Vater war zu dieser Zeit Kommandeur des Artillerie-Regiments der 15. lettischen SS-Division. Gunārs Bērziņš geriet am 2. Mai 1945 in Berlin in sowjetische Kriegsgefangenschaft. Hier durchlief er bis zum 16. August 1946 verschiedene Filtrationslager in Deutschland, Polen und der Sowjetunion. 1947 konnte er nach Lettland zurückkehren. Bis 1948 arbeitete er im Rigaer Puppentheater als Dekorateur, danach für eine Bauverwaltung der lettischen Akademie der Wissenschaften. Von 1981 bis 1991 war er bei der satirischen Zeitschrift Dadzis (Distel) angestellt. Er starb 1999.

## Werk
Berzinš zeichnete bereits seit seiner Schulzeit. In der Kriegszeit entstanden erste Karikaturen über das Leben an der Front und später in der Gefangenschaft. 1948 wurden in Asā slota (scharfer Besen), einer satirischen Beilage der Zeitungen Cīņā und Padomju Jaunatnes, erstmals Zeichnungen von ihm publiziert.
In den folgenden Jahrzehnten wurde er zum bekanntesten Karikaturisten Lettlands. Von der ersten Nummer 1957 bis zur letzten 1995 waren seine Zeichnungen fester Bestandteil der Satirezeitschrift Dadzis. In ihrem unverkennbaren Stil waren sie Generationen von Letten von Kindheit an bekannt.
In seinen Arbeiten kamen vor allem einfache Leute in alltäglichen Situationen vor. Mit unzerstörbarem Humor warf er dabei einen Blick auch auf weniger angenehme Eigenschaften seiner Mitbürger. Eine besondere Rolle spielte dabei eine immer wiederkehrende schwarze Katze. Beliebt waren auch seine charakteristischen humorvollen Massenszenen.
Neben seiner zeichnerischen Arbeit entwarf Berzinš auch die Puppenkostüme für den Trickfilm Sivēns sivēnam draugs.
Nach seinem Tod stiftete seine Lebensgefährtin Biruta die Zeichnungen der Kriegszeit dem Lettischen Okkupationsmuseum, wo sie heute ausgestellt sind.